# Тупки (Воронежская область)
Тупки — посёлок в Грибановском районе Воронежской области.
Входит в состав Листопадовского сельского поселения.

## География

### Улицы
- ул. Заречная.